# Vojtanov
Obec Vojtanov (něm. Voitersreuth) je hraniční obec nacházející se přibližně 5 km severozápadně od Františkových Lázní v okrese Cheb v Karlovarském kraji. Žije zde 248 obyvatel. Ve Vojtanově je hraniční přechod na silnici I/21 (resp. E49) a jejím územím prochází dvě železniční tratě – trať Františkovy Lázně – Bad Brambach, na níž je železniční stanice Vojtanov pohraniční stanicí, a trať Cheb – Aš se zastávkou Vojtanov obec.

## Historie
První písemná zmínka o obci pochází z roku 1299.

## Obyvatelstvo
Při sčítání lidu v roce 1921 zde žilo 597 obyvatel, z nichž bylo 11 Čechoslováků, 473 obyvatel německé národnosti a 113 cizozemců. K římskokatolické církvi se hlásilo 470 obyvatel, k evangelické 126, jeden obyvatel byl bez vyznání.
| Rok            | 1869 | 1880 | 1890 | 1900 | 1910 | 1921 | 1930 | 1950 | 1961 | 1970 | 1980 | 1991 | 2001 | 2011 |
| -------------- | ---- | ---- | ---- | ---- | ---- | ---- | ---- | ---- | ---- | ---- | ---- | ---- | ---- | ---- |
| Počet obyvatel | 493  | 610  | 541  | 487  | 590  | 597  | 577  | 207  | 253  | 221  | 189  | 146  | 174  | 181  |
| Počet domů     | 56   | 60   | 63   | 59   | 66   | 70   | 72   | 80   | 50   | 43   | 43   | 43   | 48   | 58   |

| Rok            | 1869 | 1880 | 1890 | 1900 | 1910 | 1921 | 1930 | 1950 | 1961 | 1970 | 1980 | 1991 | 2001 | 2011 |
| -------------- | ---- | ---- | ---- | ---- | ---- | ---- | ---- | ---- | ---- | ---- | ---- | ---- | ---- | ---- |
| Počet obyvatel | 684  | 820  | 701  | 647  | 770  | 757  | 745  | 266  | 329  | 282  | 235  | 170  | 192  | 203  |
| Počet domů     | 81   | 87   | 90   | 85   | 92   | 97   | 98   | 105  | 61   | 56   | 54   | 53   | 62   | 73   |

## Obecní správa a politika

### Části obce
- Vojtanov
- Antonínova Výšina
- Mýtinka
- Zelený Háj

### Zastupitelstvo a starosta
2006-2012 Ljubo Fistr
od 2012 Jiří Mařík

## Společnost

### Školství
- Základní škola a mateřská škola

### Sport
- FC Vojtanov

## Pamětihodnosti
- přírodní rezervace U Sedmi rybníků v k. ú. obce
- Venkovské usedlosti čp. 12 a 14